# Feins-en-Gâtinais
Feins-en-Gâtinais – miejscowość i gmina we Francji, w Regionie Centralnym, w departamencie Loiret.
Według danych na rok 1990 gminę zamieszkiwało 59 osób, a gęstość zaludnienia wynosiła 5 osób/km² (wśród 1842 gmin Centre, Feins-en-Gâtinais plasuje się na 1062. miejscu pod względem liczby ludności, natomiast pod względem powierzchni na miejscu 1052.).